# Blizne Jasińskiego
Blizne Jasińskiego (prononciation : [ˈbliznɛ jaɕiɲsˈkʲɛɡɔ]) est un village polonais, situé dans la gmina de Stare Babice de la Powiat de Varsovie-ouest et dans la voïvodie de Mazovie dans le centre-est de la Pologne.
Il se situe à environ 3 kilomètres au sud-est de Stare Babice, 5 kilomètres à l'est d'Ożarów Mazowiecki et à 10 kilomètres à l'ouest de Varsovie.
Le village a une population de 1 010 habitants en 2010.